# Glazba u 1954.
Glazba u 1954. godini.

## Svijet

### Izdanja
Objavljeni studijski, koncertni i kompilacijski albumi, singlovi, maksi singlovi, EP-ovi.
Za poznate glazbenike koje su tad objavili djelo, ali nisu ga objavili nosaču zvuka kod izdavačke kuće, nego u vlastitom izdanju, to ulazi ovdje. Isto vrijedi i za one glazbenike koji (ni)su djelovali u doba kad nije bilo nosača zvuka, nego su djelo objavili u pisanom obliku.

### Koncertne turneje
Održane koncertne turneje.

### Istaknuti koncerti
Povijesno važni koncerti, prvi povijesni koncert nekog glazbenog subjekta ili posljednji (oproštajni) koncert nekog glazbenog subjekta.

### Europska natjecanja
Europska glazbena natjecanja.

### Osnivanja
Osnivanja poznatih izdavačkih kuća, sastava, prvi glazbeni angažman, glazbenih emisija na radiju, televiziji, glazbenih časopisa ili portala, pokretanje glazbene manifestacije, izgradnja poznate koncertne dvorane ili otvaranje poznatog glazbenog kluba, pojava (nastanak ili dolakak) glazbenog pravca i sl.

### Gašenja i raspuštanja
Gašenja ili preuzimanja poznatih izdavačkih kuća, sastava, glazbenih emisija na radiju, televiziji, glazbenih časopisa ili portala, glazbene manifestacije, raspuštanja glazbenih subjekata i sl.

### Rođenja
Rođenja poznatih glazbenika i osoba u svezi s glazbom.
- 19. siječnja – Katey Sagal
- 7. veljače – Dieter Bohlen
- 18. veljače – John Travolta
- 4. ožujka – Catherine O'Hara
- 6. ožujka – Joey DeMaio
- 21. svibnja – Marc Ribot
- 10. srpnja – Neil Tennant
- 13. srpnja – Sezen Aksu
- 22. srpnja – Al Di Meola
- 11. kolovoza – Joe Jackson
- 25. kolovoza –  Elvis Costello
- 3. listopada – Stevie Ray Vaughan
- 3. studenoga – Adam Ant
- 8. studenoga –  Rickie Lee Jones
- 14. studenoga – Yanni
- 23. studenoga –  Bruce Hornsby
- 24. studenoga – Emir Kusturica
- 11. prosinca –  Jermaine Jackson
- 13. prosinca – Emma Bull
- 25. prosinca –  Annie Lennox
- 29. prosinca – Jimmy Abegg

### Smrti
Smrti poznatih glazbenika i osoba u svezi s glazbom.

### Ostalo
Uvođenje novih nosača zvuka, medijskog servisa i distribucijskog kanala i sl.

## Hrvatska i u Hrvata

### Izdanja
Objavljeni studijski, koncertni i kompilacijski albumi, singlovi, maksi singlovi, EP-ovi.
Za poznate glazbenike koje su tad objavili djelo, ali nisu ga objavili nosaču zvuka kod izdavačke kuće, nego u vlastitom izdanju, to ulazi ovdje. Isto vrijedi i za one glazbenike koji (ni)su djelovali u doba kad nije bilo nosača zvuka, nego su djelo objavili u pisanom obliku.

### Osnivanja
Osnivanja poznatih izdavačkih kuća, udruga, sastava, prvi glazbeni angažman, glazbenih emisija na radiju, televiziji, glazbenih časopisa ili portala, pokretanje glazbene manifestacije, izgradnja poznate koncertne dvorane ili otvaranje poznatog glazbenog kluba, pojava (nastanak ili dolakak) glazbenog pravca i sl.

### Gašenja i raspuštanja
Gašenja ili preuzimanja poznatih izdavačkih kuća, sastava, glazbenih emisija na radiju, televiziji, glazbenih časopisa ili portala, glazbene manifestacije, raspuštanja glazbenih subjekata i sl.

### Rođenja
Rođenja poznatih glazbenika i osoba u svezi s glazbom.

### Smrti
Smrti poznatih glazbenika i osoba u svezi s glazbom.

### Ostalo
Uvođenje novih nosača zvuka, medijskog servisa i distribucijskog kanala i sl.